# ليه بريلي
ليه بريلي (بالإنجليزية: Les Briley)‏ هو لاعب كرة قدم بريطاني، ولد في 2 أكتوبر 1956 في لامبث ‏ في المملكة المتحدة. لعب مع برايتون أند هوف ألبيون وتشيلسي ونادي ألدرشوت ونادي ميلوول ونادي هيرفورد ونادي ويمبلدون.

## وصلات خارجية
- ليه بريلي على موقع قاعدة بيانات كرة القدم.إي يو (الإنجليزية)